# Маргарета од Фоа Кандала
Маргарета од Фоа-Кандала (Фоа, 1473 – Кастр, 9. август 1536) била је маркиза од Салуца и намесница, као супруга маркиза Лудовика II.

## Биографија

### Грофица од Фоа
Била је четврто од шесторо деце Жана де Фоа-Кандала (1414-1485), грофа од Беножа, виконта од Кастијона и Меја, капетана де Буха и витеза Реда подвезице и Маргарете де ла Пољак Сафокa (1426-1485), грофица од Кандале. Њена браћа и сестре били су Гастон II (1448-1500), Жан, Катарина, Изабела и Гијом. Њен отац гроф Жан био је наследник грофа Гастона (+1453. године) и грофице Катарине од Француске (кћерке краља Шарла VI); њени бака и деда по мајци били су Томас Кердестон, гроф од Сафока, и Елизабет де ла Пол (сахрањена у цркви Кастелнау де Медок).
Рођена у замку Фоа, праунука краља Француске, деветнаестогодишња грофица Маргарет могла је да се нада пристојном браку. У октобру 1492. године, Ђофредо Кароли је стигао у Фоа послат од маркиза од Салуца, са предлогом за брак са маркизом Лудовиком II, 52-годишњак и удовац маркизе Јоване од Монферата (са којом је имао једну ћерку Маргариту). Брачни уговор је потписан децембра 1492. године.

## Маркиза од Салуца
Маргарита је кренула у Салуцо, где је примљена као нова маркиза и боравила је у замку, званом "Ла Кастиглиа", који је њен муж проширио и обновио за ту прилику. 20. марта 1495. године, рођен је прворођени син и престолонаследник Микеле Антонио, гроф од Кармањоле и његов миљеник, праћен четворицом браће до 1501. године, од којих су се тројица смењивала на власти.
Маркиза, сада самоуверена, почела је да истиче свој самовољни и ауторитарни темперамент, ширећи свој утицај на све послове маркиза; њен муж је, препознајући ове особине, именовао је за намесницу у случају његовог одсуства или смрти.
У лето 1502. године у Кармањолу је стигла њена братаница Ана од Фоа-Кандале, ћерка њеног брата Гастона, која се удала за краља Угарске и Чешке Ладислава II; њена тетка маркиза ју је лично пратила у Венецију.

## Маркиза - мајка и намесница
Дана 27. јануара 1504. године, догодио се одлучујући догађај у животу маркизе Маргарите и маркизата: њен муж је умро од грознице у Ђенови у 65. години. Тридесетједногодишња удовица је јавно изјавила да не жели да се поново уда и наручила је уметника Антоана Морела да доврши погребну капелу за маркиза Лудвига II са уметничким готичким спомеником у цркви Сан Ђовани.
Маргaрита је, дакле, преузела намесништво за свог деветогодишњег сина Микелеа Антонија, поставши неприкосновени арбитар јавних послова у Салуцу, са позицијом доминације коју је, усред успеха, пауза и пораза, задржала до своје смрти. Одмах је потврдио Франческа Кавасу за саветника и викара који је, веома моћан, улепшао његову кућу, наручивши фламанском сликару Хансу Клемеру да изведе олтарску слику Госпе од Милости, у којој ће приказати маркизову породицу. Уметник ће, на захтев Маргарите, осликати и фреске у капели Палацо ди Ревело, њеној омиљеној летњој резиденцији.
У међувремену, мала држава је била угњетавана између територијалних претензија Савоје и Француске. Маркиза Маргарета се, очигледно, ослањала на краља Француске, свог рођака, и лично је нудила политички савез и војну подршку краљу Франсои I, који је био у посети Милану 1515. године. Маркиза је задржала власт упркос пунолетству свог сина, незаинтересованог за послове владе . Године 1516. чак је дала да ковница Кармагнола кује новчић у којем се појављује сама са натписом „Маргарита де Фоа, Маркиза ди Салуцо, Тутор и Кустос“: у прошлости је њен профил увек био комбинован са профилом њеног мужа.
Године 1522. царска војска Карла V се приближила маркизату и командант Просперо Колона је захтевао 30.000 дуката и заклетву лојалности од намеснице. Маркиза Маргарита није попуштала, али ју је притисак догађаја натерао да са сином побегне у Француску. Вратили су се 1526. године, али две године касније маркиз Микеле Антонио је умро у Аверзи и наследио га је брат Ђовани Лудовико који се није слагао са својом мајком јер га је затворила јер је фаворизовао шпанске интересе. Покојни маркиз је сахрањен у римској цркви Ара Коели: маркиза Маргарита би волела да буде сахрањен у Сан Бернардино а Салуцо, где је планирала да изгради своју гробницу поред њега.
Последњи период маркизиног живота карактерише озбиљне епизоде незадовољства њених поданика и упорна, али сујетна борба са осталом децом да на било који начин остане на власти.

### Последњих неколико година
Поново је отишла у Француску 1529. године и по повратку се преселила у свој вољени замак Ревело. Године 1531. неспоразуми са децом и агресивни поступци Савоје приморали су је, последњи пут, да се повуче у домовину. Маркиза Маргарета се повукла у замак Кастре, округ који јој је дао у плодоуживање краљ Франсоа I Валоа, где је 9. августа 1536. године, умрла, у 63. години, а да никада више није видела Салуцо. Сахрањена је у катедрали Светог Беноа, у Кастру, селу које се налази на Миди-Пиренејима.
Након Маргаретине смрти, Франческо и Габријел су владали у маркизату. Маркиз Габријел, свргнут 23. фебруара 1548. године, убијен је 29. јула и Салуцо је дефинитивно изгубио независност, припао је Француској, а затим породици Савоја. Од петоро деце маркизе Маргарете и маркиза Лудвига II ниједно није имало наследнике. Последњи из династије био је Ђовани Лудовико, маркиз само једну годину, који је умро 1563. године, без законитог потомства.

## Потомство
Маркиз Лудовико II де ла Весто и маркиза Маргарета од Фоа-Кандала су имали неколико деце:
- Микеле Антонио, гроф од Кармањоле и маркиз од Салуца од 1504. до 1528. године.
- Ђовани Лудовико, маркиз од Салуца, након смрти свог најстаријег брата, од 1528. до 1529. године.
- Франческо, маркиз од Салуца од 1529. до 1537. године.
- Хадријан, који је умро рано 1501. године.
- Габријел, био је последњи маркиз од Салуца, од 1537. до 1548. године.